# Gunnar Eklöf
Gunnar Eklöf, född 5 juli 1909 i Engelbrekts församling i Stockholm, död där 28 augusti 1963, var en svensk inredningsarkitekt och möbelformgivare.
Eklöf, som var son till byggnadsingenjör Victor Eklöf och Jenny Ericsson, utexaminerades från Högre konstindustriella skolan 1931. Han anställdes hos AB Arvid Böhlmarks Lampfabrik 1931, hos AB Harald Westerberg 1933, på Eastmaninstitutets arkitektkontor 1934, på Karolinska sjukhuset 1936, på Södersjukhusets arkitektkontor 1939–1946, var facklärare på Konstfackskolan i Stockholm 1951 och bedrev egen konsulterande verksamhet tillsammans med sin hustru Ulla Hesselman. Han blev medlem The Ergonomics Research Society 1955.
Eklöf gjorde sjukhusinredningar bland annat för Karolinska sjukhuset och Södersjukhuset på 1930-talet. Tillsammans med läkaren Bengt Åkerblom utvecklade han den ergonomiska Åkerblomstolen men en karaktäristisk "knyck" på stolryggen. Har även formgett andra funktionalistiska möbler.